# Troschke (Adelsgeschlecht)

Stammwappen derer von Troschke

Troschke ist der Name eines früheren preußischen Adelsgeschlechtes.

## Herkunft und Geschichte
Die Familie von Troschke war ein uradeliges Geschlecht, das seinen Ursprung im schlesisch-neumärkischen Grenzgebiet hatte und sich später auch nach Pommern ausbreitete. Erster urkundlich genannter Vertreter der Familie war am 26. Juni 1311 Johann Droske. Die Stammreihe beginnt 1442 mit einem von Troschke, der um 1480 verstarb und der Anteile an den Gütern von Schwarmitz, Langmeil und Trebschen besaß. Die Namensform in den Urkunden wechselte zwischen Droske, Druskow, Troske, Droschke, Truschke Troczka und Troschke.
Die Adelsfamilie errichtete später Schloss Trebschen in der Neumark.

### Standeserhöhungen
Linie Schwarmitz-Trebschen, Ast Koppen: Reichsfreiherrenstand als von Rosenwerth mit Wohlgeboren und Wappenvereinigung mit dem seines Schwiegervaters Johann Friedrich Freiherr Brecher von Rosenwerth für den sächsisch-polnischen Kammerherrn Sigmund Friedrich von Troschke (1692–1750) auf Koppen am 7. Juli 1716; preußische Freiherrnstandsausdehnung als Freiherr von Troschke und Rosenwerth am 1. März 1717 für denselben.
Linie Langmeil: Preußische Freiherrnstandserneuerung am 18. März 1797 für Gotthilf von Troschkes Kinder, auf Daube, und für Ernst Friedrich von Troschke, nachmaligen preußischer Generalmajor, auf Tammendorf und Klebow. Die Angehörigen des Astes Trebschen der Linie Schwarmitz-Trebschen führten den Freiherrntitel unbeanstandet über 200 Jahre, ohne dass ihnen eine Standeserhöhung zuteilgeworden war.

## Wappen
In Rot ein aufwärts-gekehrter (später gesichteter) silberner Halbmond, überhöht von einem aufgerichteten silbernen Pfeil. Auf dem Helm mit rot-silbernen Decken ein wie der Schild bezeichneter roter Adlerflügel.

## Bekannte Namensträger

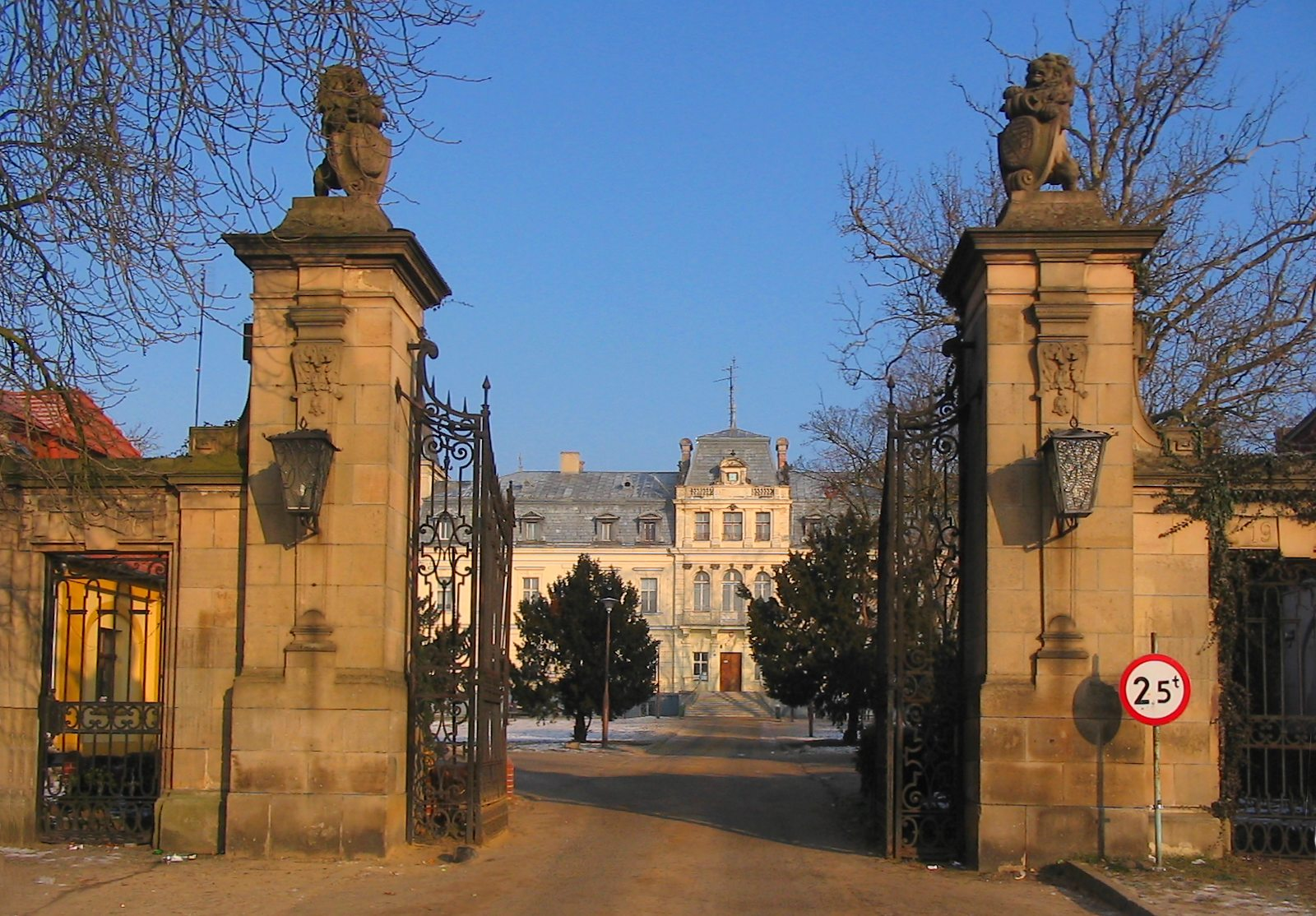
Schloss des ehemaligen Ritterguts Trebschen

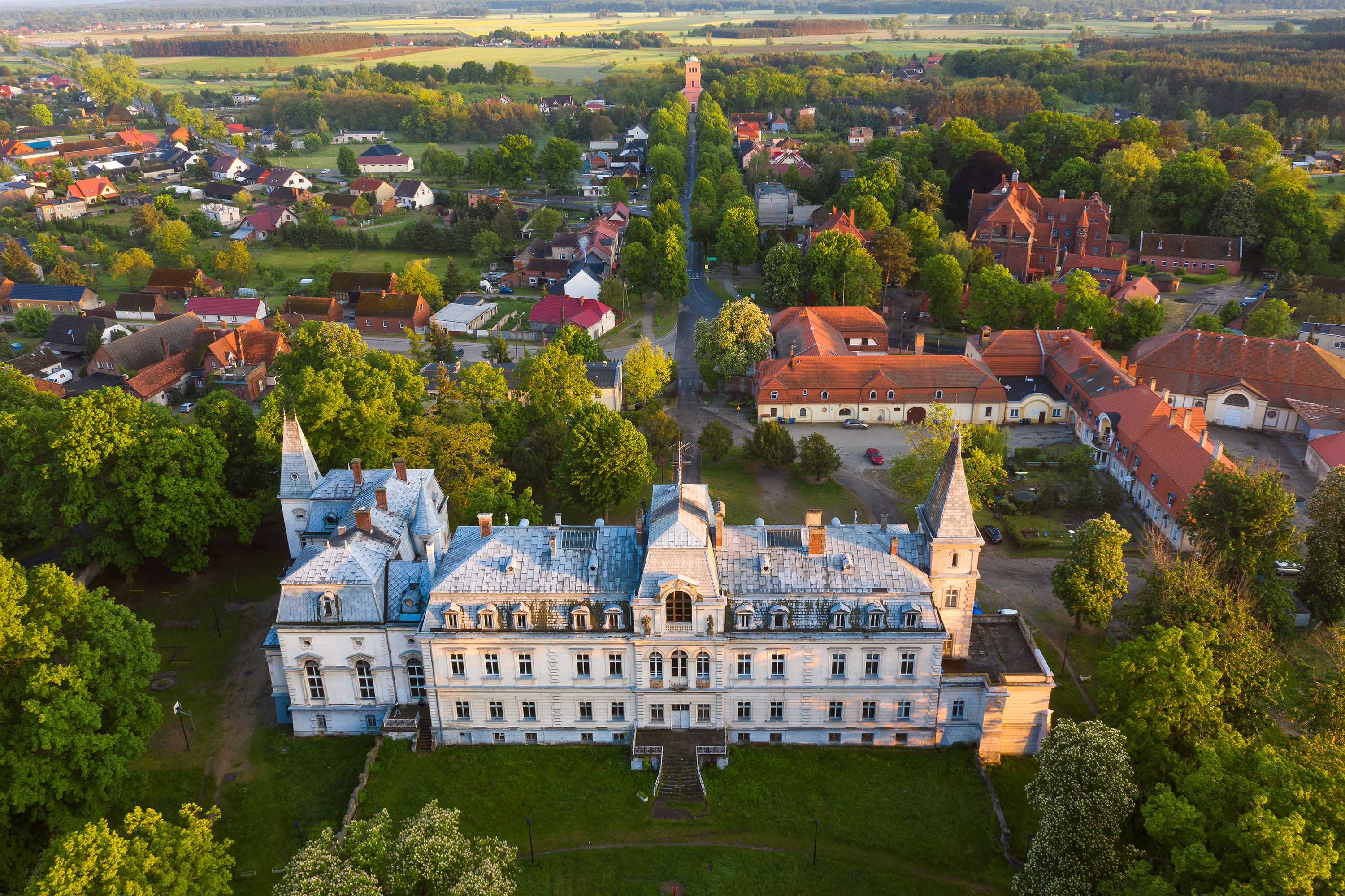
Schloss Trebschen

- Sebastian von Troscke d. Ä. (1597–1678), Großgrundbesitzer,[3] u. a. Herr auf Trebschen etc., auf Klemzig
- Christoph von Troschke (1603–1655), Kanzler in Preußen
- Karl Ludwig von Troschke (1718–1801), preußischer Generalleutnant
- Maximilian von Troschke (1719–1784), preußischer Landrat im Kreis Schwiebus[4]
- Ernst Gotthilf von Troschke (1724–1786), preußischer Oberst und Ritter des Pour le Mérite
- Ernst Friedrich Freiherr von Troschke (1741–1809), preußischer Generalmajor[5]
- Ernst Maximilian Freiherr von Troschke (1780–1847), preußischer Generalleutnant[5]
- Theodor Freiherr von Troschke (1810–1876), preußischer Generalleutnant[5] und Militärschriftsteller
- Ernst Freiherr von Troschke (1832–1915), preußischer General der Kavallerie[5]
- Ernst Freiherr von Troschke (1859–1922), preußischer Landrat im Landkreis Anklam (1894–1908)
- Max Freiherr von Troschke (1859–1936), preußischer Generalleutnant[5]
- Maximilian Freiherr von Troschke (1864–1942), preußischer Landrat im Landkreis Trier (1894–1920)[6]
- Paul Freiherr von Troschke (1874–1944), Oberst, Militärschriftsteller[5]
- Harald Freiherr von Troschke (1924–2009), Rundfunkjournalist, Stifter des gleichnamigen Archivs an der Europa-Universität Viadrina,[7] Sohn von Paul Freiherr von Troschke
- Asmus Joachim Hans Freiherr von Troschke (1908–1980),[8] Kunsthistoriker, frühes Mitglied der NSDAP (Mitgliedsnummer 555575), SA, und SS. Leiter am Konzentrationslagers Auschwitz,[9] später als Mitarbeiter Kajetan Mühlmanns am Kunstraub beteiligt.[10][11]
- Jürgen von Troschke (Joschka Knopfauge; 1941–2019), Medizinsoziologe